# BM-21W (Grad-W)
BM-21W, Grad-W (ros. БМ-21В) – sowiecka samobieżna wieloprowadnicowa wyrzutnia rakietowa na podwoziu samochodu GAZ-66. Grad-W przeznaczony był dla wojsk powietrznodesantowych.
Grad-W ma dwanaście prowadnic rurowych kalibru 122,4 mm. Z prowadnic mogą być odpalane te same typy pocisków, co z wyrzutni BM-21 Grad. Blok wyrzutni jest zamocowany do ramy, która w położeniu transportowym jest odchylona do przodu (wyloty wyrzutni znajdują się wówczas tuż za kabina samochodu), a w położeniu bojowym odchylona do tyłu, dzięki czemu osiągnięto duży kąt ostrzału w pionie przy niewielkich wymiarach wyrzutni w położeniu transportowym. Kąt ostrzału w pionie zwiększono także poprzez zastąpienie standardowej kabiny kabiną z brezentowym dachem i składanymi szybami. W celu ustatecznienia pojazdu podczas prowadzenia ognia samochód ma dwa wsporniki talerzowe. Czas odpalenia salwy 12 pocisków jest równy 6 sekund. Grad-W może być zrzucany na spadochronie na standardowej palecie spadochronowej.